# گمینا بسترا-شجنا
گمینا بسترا-شجنا (به لهستانی:  Gmina Bystra-Sidzina) یک گمینا در لهستان است که در شهرستان سوخا واقع شده‌است. گمینا بسترا-شجنا ۸۰٫۴۳ کیلومتر مربع مساحت و ۶٬۴۲۳ نفر جمعیت دارد.